# Côn Minh (xã)
Côn Minh là một xã ở phía bắc của tỉnh Thái Nguyên, Việt Nam.

## Địa lý
Xã Côn Minh có vị trí địa lý:
- Phía đông giáp xã Trần Phú và tỉnh Lạng Sơn
- Phía tây giáp xã Tân Kỳ, xã Cẩm Giàng và xã Vĩnh Thông
- Phía nam giáp xã Xuân Dương
- Phía bắc giáp xã Vĩnh Thông và xã Văn Lang.

Xã Côn Minh có diện tích 146,26 km², dân số năm 2025 là 6.635 người. Trên địa bàn xã có Quốc lộ 3B chạy qua.

## Lịch sử
Tháng 6 năm 2025, xã Côn Minh được thành lập trên cơ sở nhập toàn bộ diện tích tự nhiên, quy mô dân số của xã Côn Minh (diện tích tự nhiên là 63,72 km², dân số là 2.890 người), xã Quang Phong (diện tích tự nhiên là 45,04 km², dân số là 1.825 người) và xã Dương Sơn (diện tích tự nhiên là 37,50 km², dân số là 1.920 người) của huyện Na Rì. Trụ sở làm việc của xã nằm tại xã Quang Phong cũ.

## Hành chính
Đến năm 2019, xã Côn Minh có 14 thôn là Chợ A, Bản Lài, Chợ B, Nà Cằm, Chè Cọ, Bản Cào, Lùng Vạng, Nà Thỏa, Nà Ngoàn, Lùng Pảng, Lùng Vai, Nà Làng, Bản Cuôn, Áng Hin.
Xã Quang Phong có chín thôn là Tham Không, Nà Vả, Quan Làng, Khuổi Phầy, Nà Tha, Nà Rầy, Khuổi Căng, Nà Buốc, Khuổi Can.
Xã Dương Sơn có 13 thôn là Nà Giàng, Khuổi Kheo, Nà Nen, Nà Khoa, Nà Phai, Nà Ngăm, Nà Mình, Rầy Ỏi, Khuổi Chang, Khuổi Sluôn, Nà Giàu, Khung Xa, Nà Cà.